# محافظة بانوا
بانوا هي إحدى محافظات بوركينا فاسو الخمس وأربعون وتقع في منطقة بوكل دو موهون، عاصمتها هي سولينزو.
في عام 2019، بلغ عدد سكانها 346,989 نسمة.

## الرعاية الصحية
في عام 2011 كان لدى المحافظة 23 مركزًا الصحة والترويج الاجتماعي و3 أطباء و 87 ممرضة. 

## التعليم
في عام 2011 كان في المحافظة 170 مدرسة ابتدائية و13 مدرسة ثانوية.

## التحضر
نسبة الذين يعيشون في الحضر في منطقة بانوا كانوا 7.1% فقط أي 24,783 نسمة، ونسبة الذين يعيشون في الريف في المحافظة كانوا 92.9% أي 322,206 نسمة، حسب إحصاءات 2019.0

## التركيبة السكانية حسب الجنس
حسب موقع سيتي بوبيوليشن حسب إحصاءات 2019، أن الذكور كانوًا يمثلون نسبة 48.9% من سكان محافظة بانوا أي 169,820 نسمة، والإناث كانوا يمثلون نسبة 51.1% أي 177,169 نسمة.

## التركيبة السكانية حسب الفئات العمرية
حسب موقع سيتي بوبيوليشن حسب إحصاءات 2019، أن الأطفال من سن 0-14 كانوا عددهم 167,890 نسمة، والسكان من 15-64 عامًا كانوا 169,408 نسمة والسكان من سن 65 وما فوق كانوا 9691 نسمة.

## الأقسام
تتكون محافظة بانوا من ستة بلديات وهم:
1. بلدية بالاف، تبلغ مساحة بلدية بالاف 543.6 كم²
2. بلدية كوكا، تبلغ مساحة بلدية كوكا 786.3 كم²
3. بلدية سامي، تبلغ مساحة بلدية سامي 642.1 كم²
4. بلدية سانابا، تبلغ مساحة بلدية سانابا 921.6 كم²
5. بلدية سولينزو(العاصمة) ، تبلغ مساحة بلدية سولينزو 1,903 كم²
6. بلدية تانسيلا ، تبلغ مساحة بلدية تانسيلا 1,007 كم²[3]